# 蒂莫·萨里
蒂莫·萨里（芬蘭語：Timo Saari，1949年1月14日—），生于坦佩雷，芬兰前男子冰球运动员。他曾代表芬兰国家队参加1976年冬季奥林匹克运动会冰球比赛，获得第四名。